# معادلة التغيير
معادلة التغيير (Formula for Change) تم إنشاؤها بواسطة ريتشارد باكهارد (Richard Beckhard) وديفيد غلايتشر (David Gleicher)، وتم تنقيحها بواسطة كاثي دينميللر (Kathie Dannemiller) وفي بعض الأحيان تُسمى  معادلة غلايتشر. وتوفر هذه المعادلة نموذجًا لتقييم نقاط القوة النسبية التي تؤثر على النجاح المحتمل أو غير ذلك لبرامج التغيير التنظيمي.

## ع x ر x أ > م
ويجب أن تكون هناك ثلاثة عوامل لحدوث التغيير التنظيمي الجاد. وهذه العوامل هي:

ع = عدم الرضا عن كيفية سير الأمور الآن.

ر = رؤية خاصة بما يمكن تحقيقه.

أ = أولاً، الخطوات الملموسة التي يمكن اتخاذها لتحقيق الرؤية.
إذا كان ناتج هذه العوامل الثلاثة أكبر من

م = المقاومة.
عندئذٍ يكون التغيير ممكنًا. ونظرًا لأن العوامل (ع) و(ر) و(أ) تتضاعف، إذا كان أي عامل غير موجود أو منخفضًا، فسيكون الناتج منخفضًا وبالتالي سيكون غير قادر على التغلب على المقاومة.
ولضمان الحصول على تغيير ناجح لابد من استخدام التأثير والتفكير الإستراتيجي من أجل خلق رؤية وتحديد تلك الخطوات الحاسمة المبكرة لتحقيق هذه الرؤية. علاوة على ذلك، يجب أن تدرك المؤسسة وتقبل عامل عدم الرضا الموجود عن طريق إيصال توجهات الصناعة وأفكار القيادة وأفضل الممارسات والتحليل التنافسي للتعرف لتحديد الحاجة إلى التغيير.

## معلومات تاريخية
المعادلة الأصلية، كما وضعها غلايتشر وتم نشرها من قِبل بيكهارد وهاريس، هي:
C = (ABD) > X
حيث إن C هي التغيير، وA هي الحالة الراهنة لعدم الرضا، وB هي الحالة الواضحة المرغوب فيها، وD هي الخطوات العملية لتحقيق الحالة المطلوبة، وX هي تكلفة التغيير.
وقالت كاثلين دينميللر بتعديل المعادلة وتبسيطها بحيث جعلتها سهلة المنال للاستشاريين والمديرين. ونشرت دينميللر وجاكوبس النسخة الأكثر شيوعًا للمعادلة في عام 1992 (وجاكوبس 1994). وكانت بولا غريفين دقيقة في وصفها (in Wheatley et al., 2003) حينما قالت إن غلايتشر قد بدأها وبيكهارد وهاريس طوراها ولكن جاءت دينميللر لتغير اللغة لتجعلها أكثر سهولة للتذكر والاستخدام.

## اقرأ أيضاً
- تحليل مجال القوى